# 4410 Kamuimintara
4410 Kamuimintara este un asteroid din centura principală, descoperit pe 17 decembrie 1989, de Seiji Ueda și Hiroshi Kaneda.